# 郑春光
郑春光（1990年8月—2014年1月30日），河南省淮阳县郑集乡人，中国人民解放军军人。
2010年12月应征加入中国人民解放军，两年后退伍。在退伍返乡之后，帮父母在乡里做果品生意。2014年1月30日，他在发现附近一家商铺有火灾，其不顾安危陷入抢救，后因火势过重去世。